# Rakek
Rakek je naselje u slovenskoj Općini Cerknici. Rakek se nalazi u pokrajini Notranjskoj i statističkoj regiji Notranjsko-kraškoj. 

## Stanovništvo
Prema popisu stanovništva iz 2002. godine naselje je imalo 1,958 stanovnika.